# Lü
Lü era una comuna suiza del cantón de los Grisones. El 1 de enero de 2009 se fusionó con las antiguas comunas de Fuldera, Müstair, Santa Maria Val Müstair, Tschierv y Valchava, constituyendo así la nueva comuna de Val Müstair.